# سوپر ماریو میکر
سوپر ماریو میکر (به ژاپنی: スーパーマリオメーカー Sūpā Mario Mēkā) یک بازی ویدئویی در سبک سکوبازی و سیستم ایجاد بازی از مجموعه بازی‌های سوپر ماریو است که توسط شرکت نینتندو در سپتامبر ۲۰۱۵ برای کنسول وی یو ساخته و منتشر شده است. برای اولین بار در این سری بازیکنان قادر هستند با ساختن مراحل و سفارشی کردن آن‌ها بر اساس نسخه‌های برادران سوپر ماریو، برادران سوپر ماریو ۳، سوپر ماریو ورلد و برادران جدید سوپر ماریو. یو، خود را سرگرم کرده یا از طریق آنلاین این مراحل را به اشتراک بگذارند. همچنین دسته بازی کنسول وی یو همانند طراحی افکار بر روی کاغذ، به بازیکن این امکان را می‌دهد تا به راحتی مراحل را به سلیقه خود خلق کند.
نسخه‌ای سازگار شده از این بازی به نام سوپر ماریو میکر برای نینتندو ۳دی‌اس در دسامبر ۲۰۱۶، برای کنسول بازی دستی نینتندو ۳دی‌اس در دسترس قرار گرفت. دنبالهٔ این بازی تحت عنوان سوپر ماریو میکر ۲ در ژوئن ۲۰۱۹، برای کنسول نینتندو سوئیچ عرضه شد.